# G.726

G.726是ITU-T定義的音頻編碼演算法。1990年 CCITT（ITU前身）在G.721和G.723標準的基礎上提出。G.726可將64kbps的PCM信号转换为40kbps、32kbps、24kbps、16kbps的ADPCM信号。
G.721 推出於1984年，G.723 推出於 1988年。1990年二者整併成 G.726。
G.727 與 G.726 幾乎同時推出, 二者具有相同的比特率（bit rates）, 但G.727則針對 PCME (Packet Circuit Multiplex Equipment environment)進行最佳化。

## 特色
- 采样頻率是 8 kHz
- 信号可转换为16 kbit/s, 24 kbit/s, 32 kbit/s, 40 kbit/s 比特率（bit rates）
- G.726 是一種 waveform speech coder ，可使用 Adaptive Differential Pulse Code Modulation (ADPCM)

## 外部連結
- ITU-T G.726 page（页面存档备份，存于）